# Faisal I.

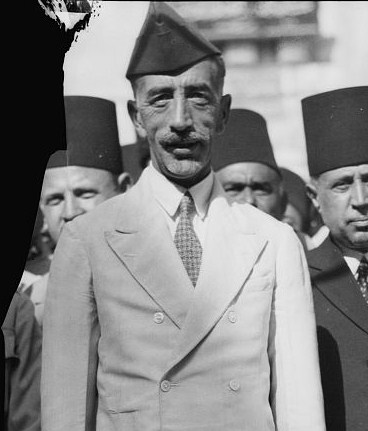
Faisal I. 1933 zu Besuch in Palästina, kurz vor seiner Reise nach Europa, auf der er einen tödlichen Herzinfarkt erlitt

Faisal I. (arabisch فيصل الأول, DMG Faiṣal al-Auwal, vollständiger Name: فيصل بن الشريف حسين بن الشريف علي الهاشمي / Faiṣal b. aš-Šarīf Ḥusain b. aš-Šarīf ʿAlī al-Hāšimī; * 20. Mai 1885 in Ta'if; † 8. September 1933 in Bern) war im Jahr 1920 der einzige König von Syrien und von 1921 bis 1933 König des Irak. Er stammt aus der Dynastie der Haschimiten und kämpfte als militärischer Anführer in der Arabischen Revolte.

## Leben
Faisal wurde als dritter Sohn von Hussein ibn Ali, dem Scherifen von Mekka geboren. 1904 heirateten er und sein älterer Bruder Abdullah, der spätere König Abdallah I. von Transjordanien, in Istanbul die Zwillingsschwestern Musbah und Hazima bint Nasser. Diese stammten ebenfalls aus der Familie der haschemitischen Scherifen und waren somit ihre Cousinen. 1913 wurde er als Abgeordneter von Dschidda in das Parlament des Osmanischen Reichs gewählt.

### Erster Weltkrieg

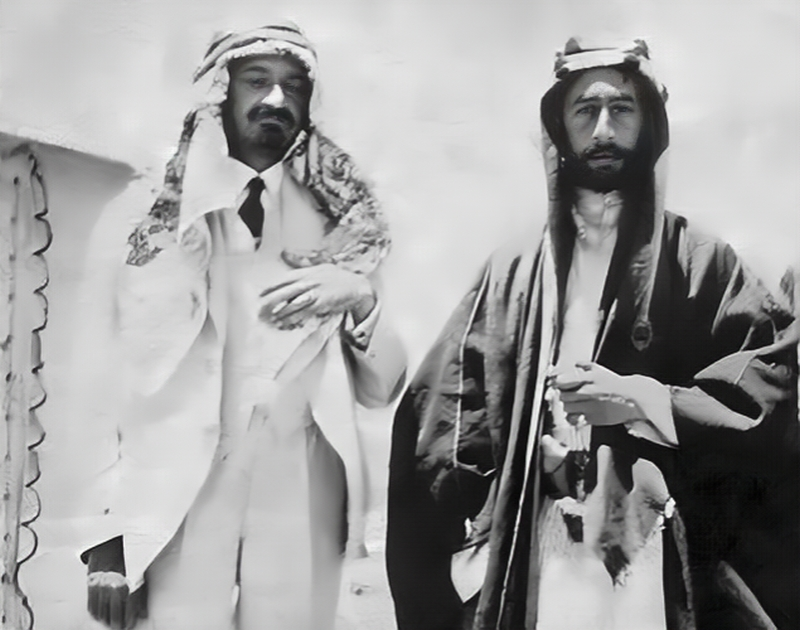
Faisal I. (rechts) und Chaim Weizmann (in arabischer Tracht, als Zeichen der Freundschaft), am 4. Juni 1918

Nach dem Beginn des Ersten Weltkriegs plante sein Vater Hussein ibn Ali eine Revolte gegen die Osmanen mit dem Ziel der Bildung eines arabischen Staates unter der Herrschaft der Dynastie der Haschemiten. Hussein entsandte seinen Sohn Faisal 1915 nach Syrien um Kontakte für diesen Plan herzustellen. Faisal schloss sich in Damaskus der arabisch-nationalistischen Gruppe Al-Fatat an. Im Juni 1916 erklärte Hussein ibn Ali die Arabische Revolte. Faisal fiel dabei die Rolle des Militärführers zu. Die Briten versicherten im Juni 1917, dass arabische Gebiete, die von den Arabern erobert würden, völlig unabhängig bleiben würden. Doch die Briten betrachteten ihre arabischen Partner nie als gleichberechtigt. Obwohl im November 1917 die Bolschewisten in Russland das geheime Sykes-Picot-Abkommen öffentlich machten, wodurch klar wurde, wie sich Großbritannien und Frankreich den Nahen Osten aufteilten und die Franzosen Syrien und die Briten den Irak erhalten sollten, ließen sich die Araber nicht in ihrem Vertrauen erschüttern.
Faisals Truppen umfassten rund 1.000 Mann irreguläre Kräfte und rund 2.500 ehemalige Soldaten der osmanischen Armee. In seinem Heerlager im Sandschak Maʿan im Süden des osmanischen Vilâyets Syrien (im heutigen Jordanien) empfing Faisal am 4. Juni 1918 Chaim Weizmann, der zwischen April und September die osmanischen Gebiete in Händen der Entente-Streitkräfte und ihrer Verbündeten besuchte, wo beide Chancen der Zusammenarbeit der arabischen und jüdischen Nationalbewegungen besprachen. Nach der Eroberung Akabas im Juli 1917 durch Auda ibu Tayi und T. E. Lawrence, der als britischer Offizier, mit dem Hussein eine persönliche Freundschaft verband, eigene Strategien nach den Ideen des Marschalls von Sachsen entwickelt hatte, führte der Aufstand weiter nach Damaskus. Nach der Eroberung der Stadt durch die Aufständischen (und durch ein Corps australischer Lanzenreiter) marschierte Faisal am 26. September 1918 in Damaskus ein und beendete die vierhundertjährige Herrschaft der Osmanen in Syrien.

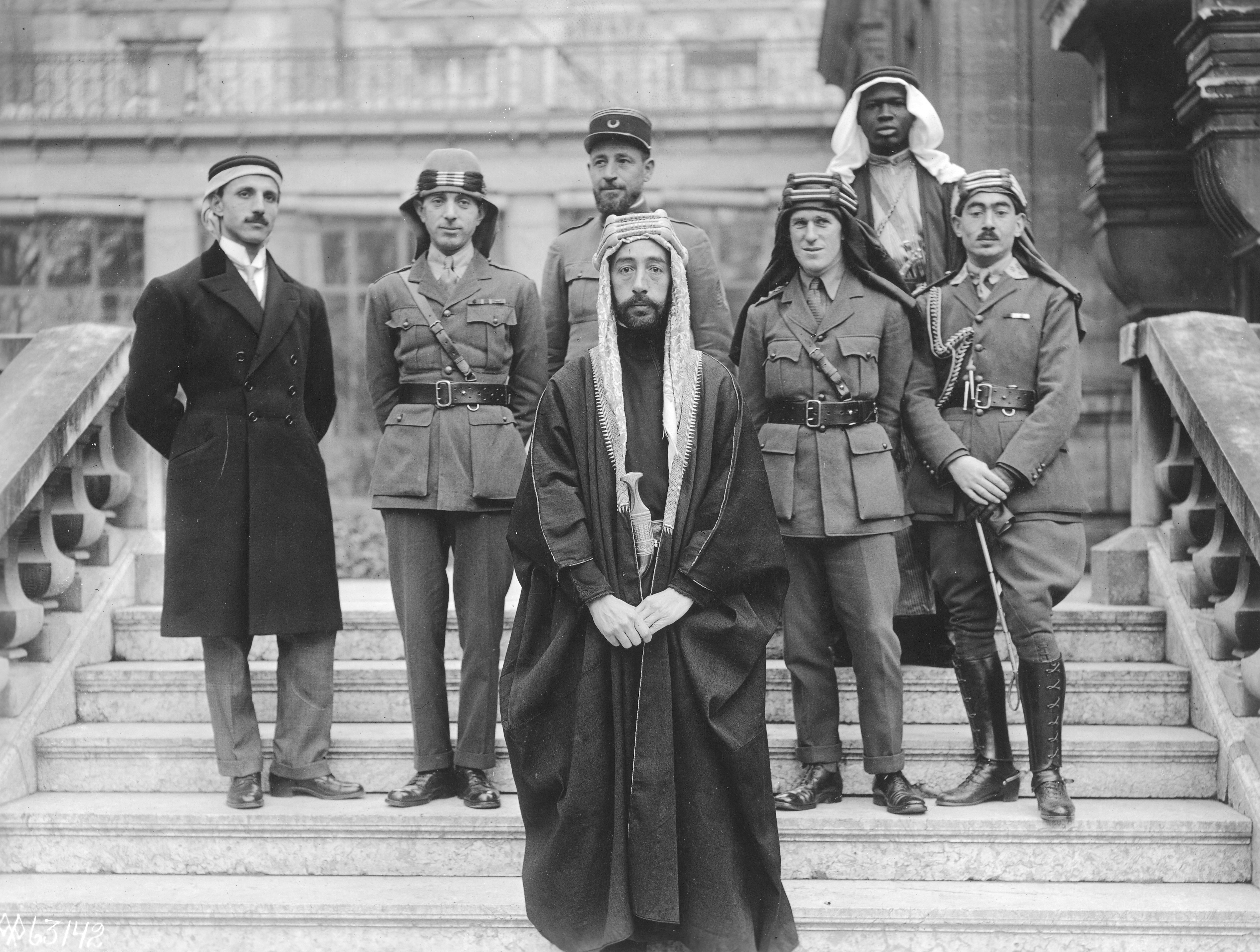
Emir Faisals Delegation bei der Pariser Friedenskonferenz 1919. Von links nach rechts: sein Privatsekretär Rustam Haidar (der wie Feisal Französisch sprach und Absolvent der Sorbonne war), Nuri as-Said, Prinz Faisal, Captain Rosario Pisani (hinter Faisal), T. E. Lawrence, Feisals Sklave (Name unbekannt), Captain Tahsin Kadry

Als Leiter der arabischen Gesandtschaft trat Faisal auf der Pariser Friedenskonferenz 1919 für die Unabhängigkeit der arabischen Emirate vom Osmanischen Reich ein. Im Vorfeld der Pariser Friedenskonferenz unterzeichnete Faisal, als präsumtiver König von Syrien, am 3. Januar 1919 gemeinsam mit dem späteren Präsidenten der Zionistischen Weltorganisation, Chaim Weizmann, das Faisal-Weizmann-Abkommen, in dem die arabische Seite die Balfour-Deklaration akzeptierte. Durch den weiteren Verlauf der Geschehnisse in Palästina trat dieses Abkommen jedoch nicht in Kraft.

### Herrschaft als König

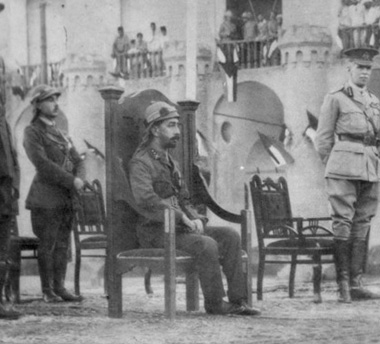
Krönung von Faisal zum König von Irak. Faisal sitzend, rechts von ihm die Briten Hochkommissar Percy Cox und Lieutenant Kinahan Cornwallis, zu seiner linken General Aylmer Haldane, Oberbefehlshaber sämtlicher britischer Truppen im Mandat Mesopotamien

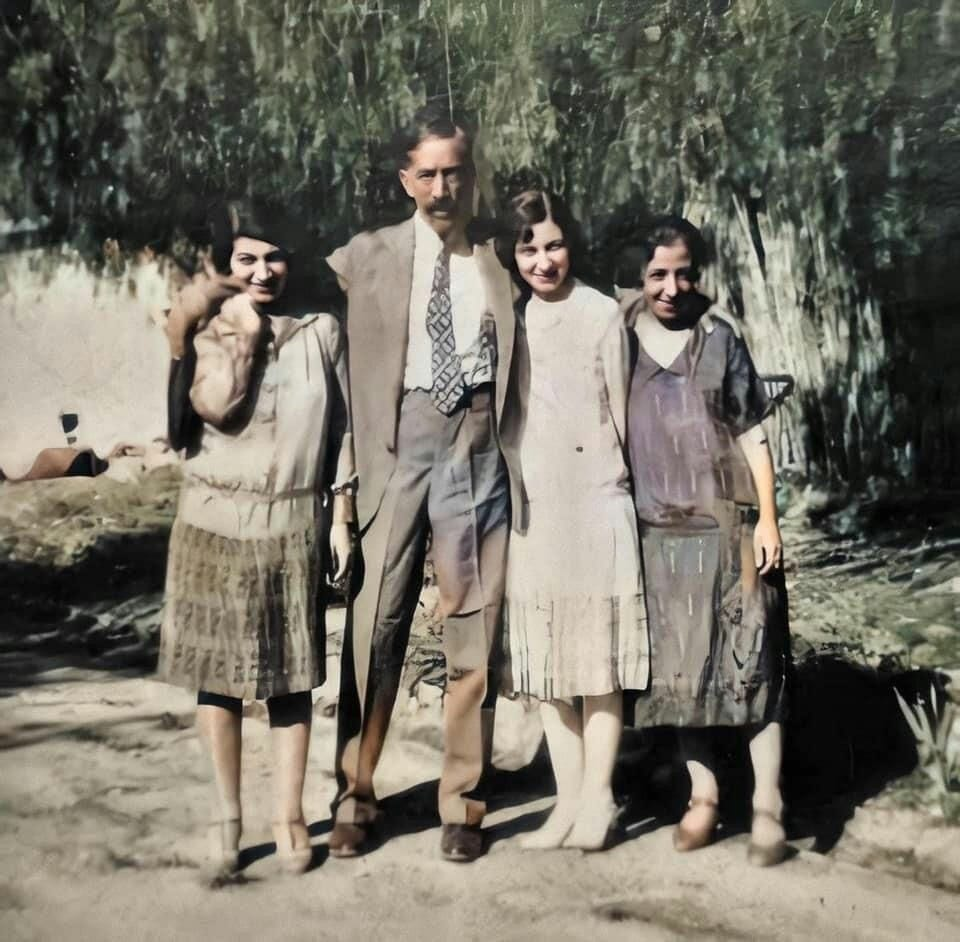
Faisal mit seinen Töchtern Azza, Rajiha und Rafia

Vom syrischen Nationalkongress wurde Faisal am 7. März 1920 zum König von Syrien proklamiert. Aufgrund des Sykes-Picot-Abkommens erhielt Frankreich jedoch auf der Konferenz von Sanremo im April 1920 das Völkerbundmandat für Syrien und Libanon. Faisal I. wurde daraufhin nach der Schlacht von Maysalun am 24. Juli 1920 durch die Franzosen vertrieben und ging nach Großbritannien ins Exil. Im Juli 1920 ließ sich Faisal in Haifa nieder, wo er den Beit Hecht bewohnte.
Die Briten fanden für Faisal eine weitere Verwendung in ihrem Mandatsgebiet Mesopotamien. Im August 1920 hatte der Völkerbund Großbritannien das Mandat über Mesopotamien, die alten osmanischen Vilâyet Mossul, Baghdad und Basra, übertragen. Deren Bewohner waren sehr unterschiedliche: im Norden Kurden, im Süden schiitische Araber, in der Mitte des Landes Sunniten. Die Briten fassten die drei osmanische Provinzen zu einem Staat zusammen und am 12. März 1921 schlug Kolonialminister Winston Churchill auf der Konferenz von Kairo den Scherifenprinzen Faisal als neuen König für den Irak vor. Hochkommissar Percy Cox verkündete, Faisal sei in einem Plebiszit mit 96 % der abgegebenen Stimmen in seiner Königswürde bestätigt worden. Faisal traf Ende Juni 1921 im Irak ein. Die Schiiten, die das Plebiszit aufgrund von Aufrufen ihrer Geistlichen weitgehend boykottiert hatten, bereiteten ihm einen äußerst kühlen Empfang.
Am 23. August 1921 wurde Faisal zum König des Irak ausgerufen. Die Zeremonie fand um sechs Uhr morgens im Hof der von den Osmanen errichteten Saray al Kushla (türkisch kışla) statt, seinem vorläufigen Hauptquartier nach seiner Ankunft in Baghdad. Faisal war als der Sohn des Scherifen von Mekka, ein angesehener Mann, doch im Land von Euphrat und Tigris ein Fremder. Er musste die britische Vorherrschaft über den Irak als Mandat des Völkerbundes anerkennen. Der Irak erhielt 1925 die Staatsform der konstitutionellen Monarchie. 1930 erreichte Faisal in einem Freundschaftsvertrag die Anerkennung der irakischen Unabhängigkeit durch Großbritannien, wobei sich Großbritannien weiterhin wirtschaftlichen Einfluss und Militärstützpunkte sicherte. 1930 plante er die Einführung einer Wehrpflicht im Irak und hatte nach eigenen Angaben bereits Vorbereitungen zum Aufbau eines Flugzeuggeschwaders begonnen. Im Jahre 1932 wurde das Königreich Irak in den Völkerbund aufgenommen.

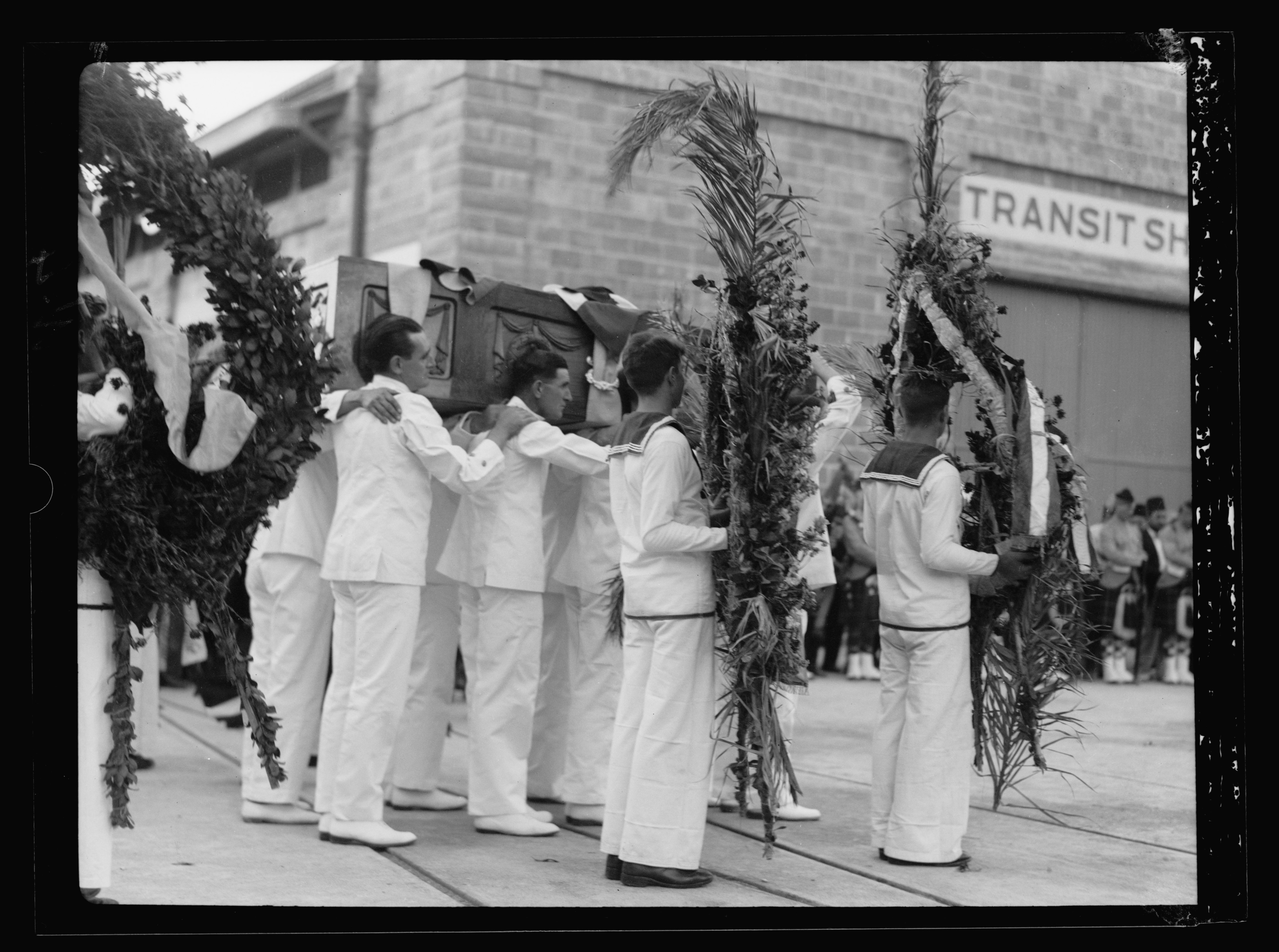
Britische Marinesoldaten in Haifa tragen den bekränzten Sarg Faisals an Land, 1933

Auf seinem Staatsbesuch bei Georg V. in London und Balmoral im Juni 1933, empfahl Königin Maria den gesundheitlich angeschlagenen Gast dem ärztlichen Rat Albert Kochers (1872–1941) an, ein Experte für Schilddrüsenerkrankungen mit eigener, von seinem Vater gegründeter Kocher’scher Privatklinik in Bern. Darauf weilte Faisal mit seinem älteren Bruder, dem entthronten König Ali von Hedschas, einige Zeit in Bern, wo ihn Albert Kocher behandelte. Faisal hatte Behandlung und Aufenthalt unterbrochen und sich wegen Unruhen seitens demobilisierter Assyrer, Kurden und Turkmenen (Assyrian Levies) kurzfristig in den Irak begeben, von wo er erst am 6. September 1933 zurückgekommen war. In der Nacht auf den 8. September 1933 erlitt Faisal im Hotel Bellevue einen Herzinfarkt und starb. Der herbeigerufene Arzt konnte nurmehr den Tod feststellen. Der britische Gesandte Howard William Kennard veranlasste die Überführung der sterblichen Überreste nach Baghdad wie die dazu nötigen Vorbereitungen und Faisals Leichnam wurde noch am Morgen nach dem Tode einbalsamiert.

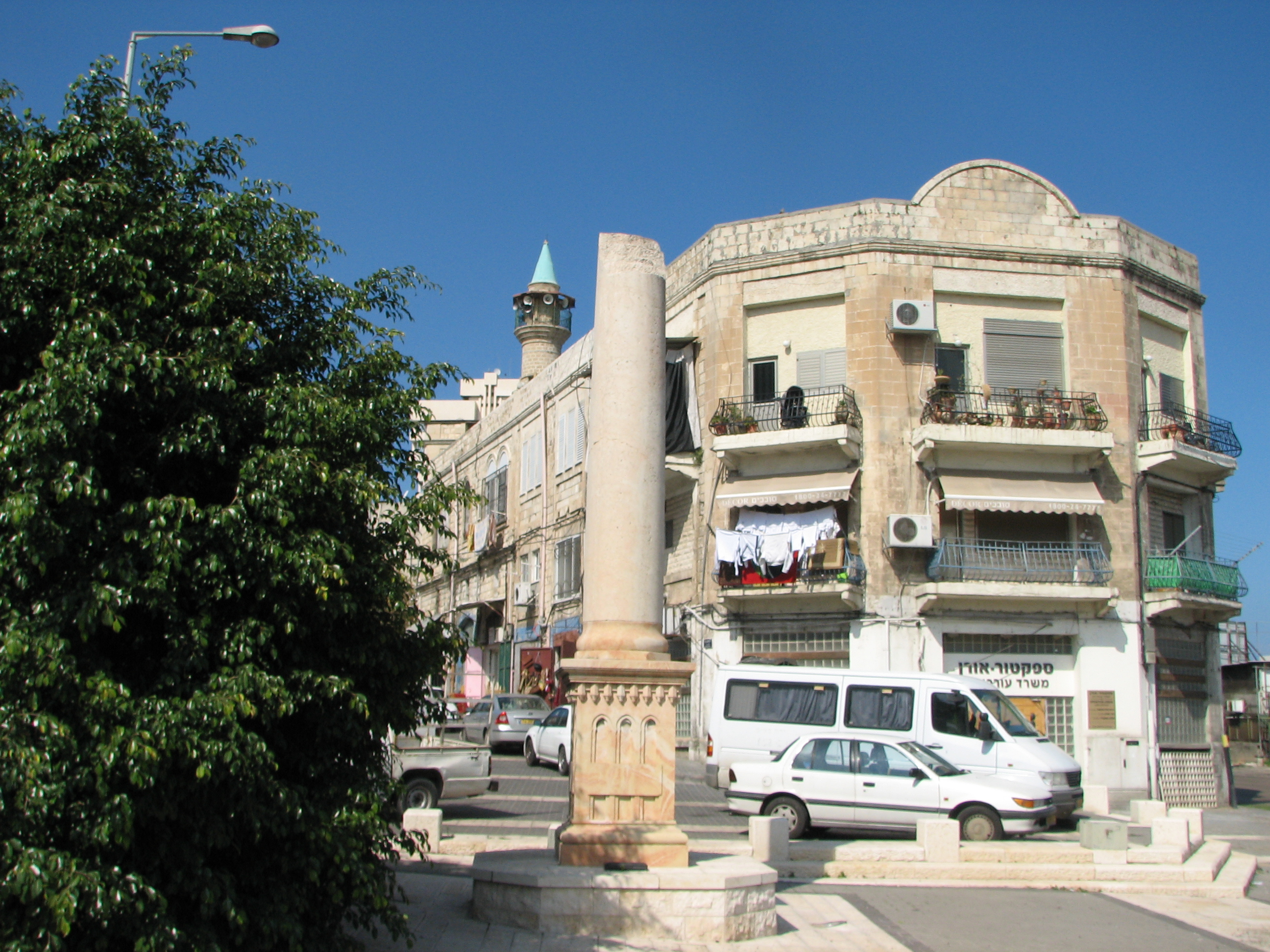
Haifa: Denkmal für Faisal I. in Form einer abgebrochenen Säule als Symbol seines vor Vollendung geendeten Lebens, 2011

Dann ging die Überführung gen Genua, wo die HMS Despatch der britischen Marine den Weitertransport übernahm. In Begleitung des Bruders Ali erreichten Faisals sterbliche Überreste am 14. September 1933 an Bord der HMS Despatch den Hafen von Haifa, wo die örtliche Bevölkerung dem als Panarabist und für das errungene Königtum verehrten Verstorbenen durch die Stadt ein zahlreiches Letztes Geleit zum Flugfeld bereitete, von wo der Leichnam nach Baghdad geflogen wurde. Ein Denkmal in Haifa erinnert daran.
Sein ältester Sohn Ghazi I. wurde am 9. September in Baghdad um 10 Uhr Ortszeit zum König ausgerufen. Noch lange bestimmten die Briten die Politik im Irak. Auch das Ende der haschimitische Monarchie in der Julirevolution vom 14. Juli 1958, als Faisals Enkel, König Faisal II., ein Großteil seiner Familie, der Kronprinz Abd ul-Ilah, der vierzehnmalige Premierminister Nuri as-Said und Mitglieder der Regierung getötet wurden, ändert an deren Vorherrschaft nichts.

## Film
Im Film Lawrence von Arabien von 1962 wird König Faisal von Alec Guinness verkörpert.
Im Film A Dangerous Man: Lawrence After Arabia, der die Pariser Friedensverhandlungen von 1919 zum Thema hat, wird Feisal von Alexander Siddig gespielt.